# 西福寺 (加須市)
西福寺（さいふくじ）は、埼玉県加須市にある浄土宗の寺院。

## 歴史
創建年代は不明である。ただ1627年（寛永4年）寂の専誉檀施が開山していることから、それよりも少し前に創建されたものと推測される。その後、徳川綱吉と家宣の時代（1680年 - 1712年）に専誉春証によって中興された。当寺のすぐそばを利根川が流れており、度々洪水に遭い、古文書を失っているため、詳細な由来は不明となっている。
1996年（平成8年）、堂宇の建て替えが行われ、寺容を一新した。

## 交通アクセス
- 羽生ICより車12分。